# Anelasmocephalus pyrenaicus
Espèce
Anelasmocephalus pyrenaicus est une espèce d'opilions dyspnois de la famille des Trogulidae.

## Distribution
Cette espèce se rencontre en Espagne et en France ; dans les Pyrénées et la cordillère Cantabrique,.

## Description
Les mâles mesurent de 2,05 à 2,5 mm et les femelles de 2,3 à 2,7 mm.

## Systématique et taxinomie
Cette espèce a été décrite par Martens en 1978.

## Étymologie
Son nom d'espèce lui a été donné en référence au lieu de sa découverte, les Pyrénées.

## Publication originale
- Martens, 1978 : « Spinnentiere, Arachnida - Weberknechte, Opiliones. » Die Tierwelt Deutschlands, vol. 64, p. 1–464.